# Presa de Susqueda
La Presa de Susqueda és una obra d'Osor a la comarca de la Selva al nord del terme a uns 7 quilòmetres d'Osor passant pel Coll de Nafré. És inclosa a l'Inventari del Patrimoni Arquitectònic de Catalunya. En amont de la presa s'ha format el Pantà de Susqueda d'unes 467 hectàrees.

## Descripció

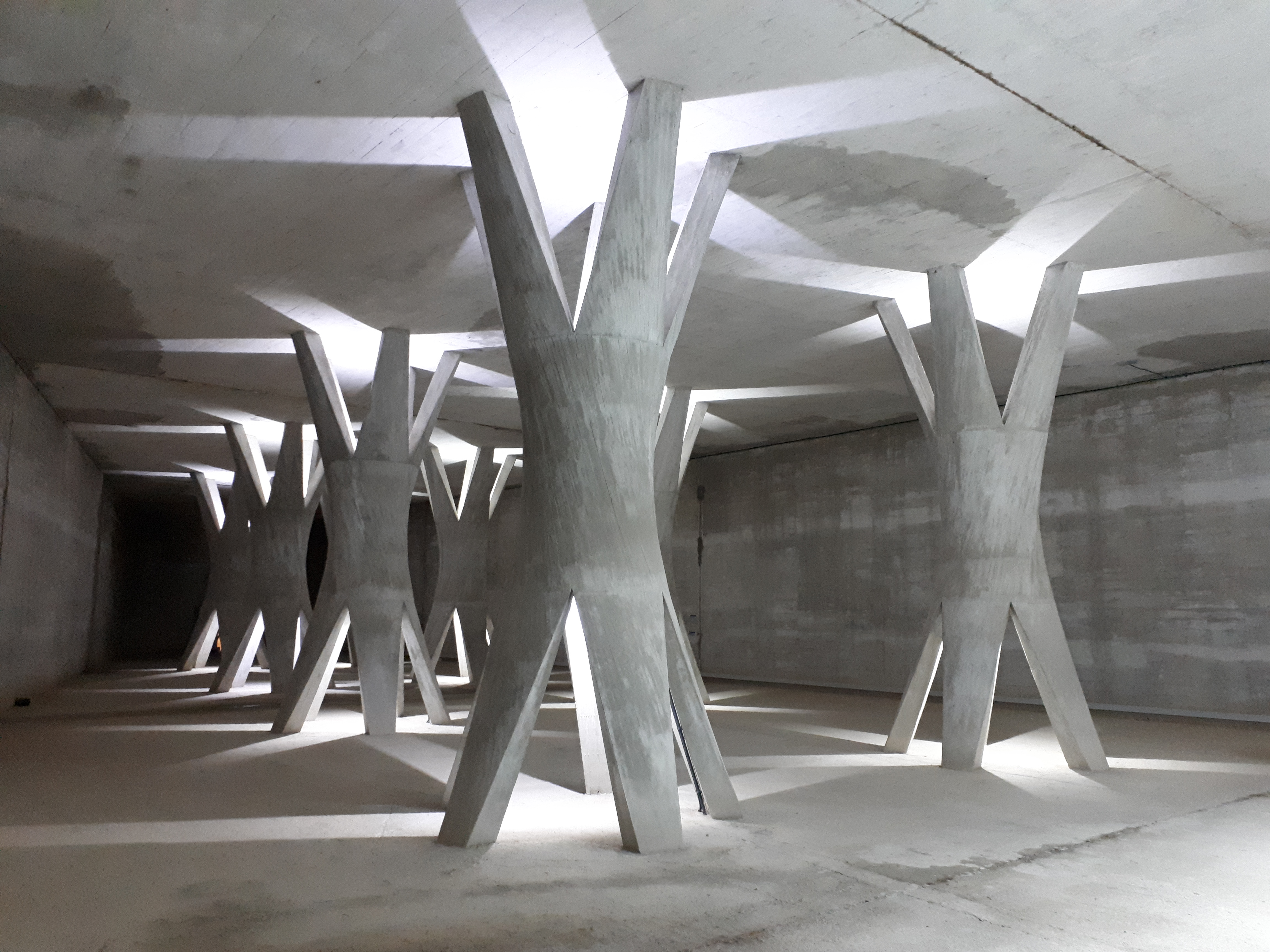
Sala de les columnes de la presa de Susqueda. 1963-1967. Arturo Rebollo, enginyer

És una obra d'ingenieria de dimensions faraòniques de 135 metres d'alçada i 360 de longitud de volta de coronació que té forma de clova d'ou. Per la seva banda l'obertura angular de l'arc és de 97 graus; l'espessor màxima de la volta és de 21 metres i mig; l'alçada màxima dels estreps és de 33 metres; té una capacitat total de desguàs de 3.000 metres cúbics per segon; el volum total de formigó és de 650.000 metres cúbics; el volum total és 233 mil milions de litres d'aigua. L'estructura de la presa està formada per 34 blocs.
La presa tanca l'embassament de Susqueda, el més gran del sistema del Ter amb dotze quilòmetres de llargada i tres i mig d'amplada. Una de les parts més importants de la presa és el safareig esmorteïdor que serveix per a esmorteir l'energia de l'aigua quan salti per l'abocador lliure a la coronació.
Està format per: una contrapresa, que embassarà un determinat nivell d'aigua, uns murs laterals que puguin aguantar les forces que el terreny li produeixen i finalment una solera que protegeix el desgast per l'erosió mecànica tant en la pròpia superfície com a l'estructura interior de la roca de recolzament. El safareig esmorteïdor té 100 metres de longitud i 40 metres d'amplada.
Recull l'aigua destinada a Barcelona i alimenta la central hidroelèctrica, però també regula el cabal del Ter i assegura la dotació d'aigua a unes 50.000 hectàrees de regadiu de la província de Girona. El pantà ha disminuït notablement el perill dels aiguats a Girona, que no va patir cap més aiguat des de la construcció.
Per a produir energia elèctrica, s'utilitza una central hidroelèctrica situada a quatre quilòmetres de la presa d'aigües avall aproximadament i és subterrània. Les dimensions de la central són: 54 metres de longitud, 20 metres d'amplada i 30 metres d'altura. S'hi fan servir turbines del tipus Francis, és a dir, turbines de reacció totalment submergides en l'aigua d'impulsió. Les turbines tenen una potència total instal·lada de 75.660 KW. Els alternadors tenen una potència de 92.500 KVA i la producció anual és de 180.000.000 KWH.

## Història
El 1962, Hidroelèctrica de Catalunya S.A., va convocar un concurs entre algunes empreses de construcció espanyoles per a construir la presa. Dragados Construccions S.A. es van adjudicar l'obra. La direcció tècnica de l'obra va ser organitzat per un èquip d'Hidroelèctrica de Catalunya i encapçalat per l'enginyer Arturo Rebollo Alonso (1933-2025), aleshores un jove enginyer que tenia només vint-i-sis anys.
El 1963 van començar l'execució dels accessos generals, les instal·lacions auxiliars i la preparació de la pedrera, la construcció d'una petita presa per la desviació del riu amb el túnel de desviació.
Hi van treballar unes 1.600 persones, es van moure dos milions de metres cúbics de terres, i es van utilitzar 2.500 tones d'acer i 250.000 tones de formigó, en total va ser una inversió de 550 milions de pessetes.
El 1964 es van acabar els treballs d'excavació. El 1965 es va abocar la primera tongada de formigó. El 1967 es va tancar el túnel de desviament i es va posar engegar la central hidroelèctrica. Entre el 1966-1968 es va iniciar el tractament de formigó, es va finalitzar el cosit de la base de la presa i es va executar la pantalla d'impermeabilització i les pantalles de control i drenatge, i el 1968 es van injectar les juntes de construcció.
La construcció de la presa va estar envoltada de molta polèmica, tant per les manifestacions en contra de la població, com per les males condicions de treball dels operaris.